# Isabel Mozún
Isabel Mozún Borlaz (Madrid, 26 de marzo de 1960) es una exatleta española especialista en salto de altura. Representó a España en los Juegos Olímpicos de Los Ángeles de 1984.
Fue 38 veces internacional y en campeonatos de España, consiguió en salto de altura 10 medallas de oro en pista cubierta entre 1976 a 1984 y en 1990 y otras 10, también de oro al aire libre entre 1976 a 1984 y en 1989.
En pista cubierta de los campeonatos europeos de 1977 en San Sebastián, quedó 12.ª con 1,77 m.
En los Juegos Olímpicos de Los Ángeles quedó la 12.ª en la calificación B con 1,75 m.

## Mejores marcas
Con una altura de 1,77 m, sus mejores marcas personales fueron:
| Disciplina                       | Marca (m) | Lugar     | Fecha | Notas            |
| -------------------------------- | --------- | --------- | ----- | ---------------- |
| Salto de Altura (outdoor)        | 1.86      | Barcelona | 1984  | Récord de España |
| Salto de Altura (pista cubierta) | 1.85      | Valencia  | 1983  | Récord de España |